# 圣安娜市镇
圣安娜市镇，是斯洛維尼亞東北部的一個市镇，行政中心为斯洛文尼亚丘陵内圣安娜。位於歷史悠久的下施蒂利亞地區，現在包括在波德拉夫統計區。

## 地理
圣安娜市镇完全位於海拔約350公尺的斯洛維尼亞丘陵中。什查夫尼察河從西到東穿過該市镇，南部則延伸到 Velka 河谷。該市镇位於馬里博爾東北約18公里處。

## 聚居地
該市镇由12個聚居地組成。括號內的德語外來語是19世紀中期的，如今已不再使用。（截至2017年1月1日的人口數字）。
- Dražen Vrh (Trassenberg), 164
- Froleh (Frolach), 137
- Kremberk (Kremberg), 244
- Krivi Vrh (Kriechenberg), 138
- Ledinek (Ledinegg), 232
- Lokavec (Lugatz), 190
- Rožengrunt (Rosengrund), 169
- Sveta Ana v Slovenskih goricah (Sankt Anna), 159
- Zgornja Bačkova (Watschkoberg), 44
- Zgornja Ročica (Oberrothschützen), 57
- Zgornja Ščavnica (Stainzthal), 515
- Žice (Schützen),  260

## 景點
圣安娜教堂建於1693年，值得一看。它是朝聖的起點。

## 外部連結
- Webseite der Gemeinde （页面存档备份，存于） (slowenisch)
- Karte der Gemeinde Sveta Ana （页面存档备份，存于）